# Offenbacher Fußball-Club Kickers 1901 2001-2002
Questa voce raccoglie le informazioni riguardanti l'Offenbacher Fußball-Club Kickers 1901 nelle competizioni ufficiali della stagione 2001-2002.

## Stagione
Nella stagione 2001-2002 il Kickers Offenbach, allenato da Ramon Berndroth, concluse il campionato di Regionalliga sud al 8º posto.

## Rosa
| N. |                     | Ruolo | Calciatore         |
| -- | ------------------- | ----- | ------------------ |
| 1  | Germania (bandiera) | P     | René Keffel        |
| 2  | Germania (bandiera) | C     | Matthias Dworschak |
| 3  | Germania (bandiera) | D     | Manfred Binz       |
| 4  | Tunisia (bandiera)  | D     | Mounir Zitouni     |
| 5  | Germania (bandiera) | D     | Lars Meyer         |
| 6  | Germania (bandiera) | D     | Thorsten Becht     |
| 7  | Turchia (bandiera)  | A     | Nazir Saridogan    |
| 8  | Italia (bandiera)   | C     | Angelo Barletta    |
| 9  | Germania (bandiera) | A     | Matthias Becker    |
| 10 | Germania (bandiera) | C     | Oliver Speth       |
| 11 | Germania (bandiera) | C     | Frank Mager        |
| 12 | Germania (bandiera) | C     | Alexander Stenzel  |
| 13 | Germania (bandiera) | A     | Patrick Würll      |
| 14 | Turchia (bandiera)  | C     | Necip Incesu       |
| 15 | Francia (bandiera)  | C     | Michael Alderigi   |
| 16 | Italia (bandiera)   | D     | Dario Fossi        |

| N. |                       | Ruolo | Calciatore         |
| -- | --------------------- | ----- | ------------------ |
| 17 | Germania (bandiera)   | D     | Dexter Langen      |
| 18 | Germania (bandiera)   | C     | Samir Naciri       |
| 19 | Germania (bandiera)   | A     | Tobias Schindler   |
| 20 | Germania (bandiera)   | C     | Oliver Schulz      |
| 21 | Brasile (bandiera)    | P     | César Thier        |
| 22 | Grecia (bandiera)     | C     | Christos Kagiouzis |
| 23 | Germania (bandiera)   | D     | Andrew Sarfo       |
| 24 | Germania (bandiera)   | D     | Thorsten Zuch      |
| 25 | Italia (bandiera)     | A     | Raffael Tonello    |
| 26 | Germania (bandiera)   | D     | Fouad Brighache    |
| 27 | Germania (bandiera)   | D     | Michael Bodnar     |
| 28 | Spagna (bandiera)     | C     | Oscar Corrochano   |
| 29 | Montenegro (bandiera) | A     | Samel Šabanović    |
|    | Germania (bandiera)   | C     | Jan Küchling       |
|    | Germania (bandiera)   | C     | Günther Maier      |

## Organigramma societario
Area tecnica
- Allenatore: Ramon Berndroth
- Allenatore in seconda:
- Preparatore dei portieri:
- Preparatori atletici:
- Analisi video:

## Calciomercato

### Sessione estiva
| Acquisti | Acquisti         | Acquisti              | Acquisti |
| R.       | Nome             | da                    | Modalità |
| -------- | ---------------- | --------------------- | -------- |
| C        | Michael Alderigi | Lorca                 |          |
| D        | Thorsten Becht   | SG Walluf             |          |
| D        | Fouad Brighache  | Kickers Offenbach U19 |          |
| C        | Oscar Corrochano | Darmstadt             |          |
| C        | Necip Incesu     | SG 01 Hoechst         |          |
| D        | Dexter Langen    | Gießen                |          |
| C        | Samir Naciri     | Wehen Wiesbaden       |          |
| A        | Raffael Tonello  | Uerdingen 05          |          |
| D        | Mounir Zitouni   | VfR Mannheim          |          |

| Cessioni | Cessioni        | Cessioni        | Cessioni |
| R.       | Nome            | a               | Modalità |
| -------- | --------------- | --------------- | -------- |
| C        | Akram Abdel-Haq | SV Bernbach     |          |
| A        | Thomas Brendel  | FSV Francoforte |          |
| C        | Patrick Dama    | LR Ahlen        |          |
| D        | Stefan Dolzer   | LR Ahlen        |          |
| C        | Stefan Ertl     | Karlsruhe       |          |
| A        | Machado         | Grêmio          |          |
| C        | Tom Stohn       | Monaco 1860     |          |

### Sessione invernale
| Acquisti | Acquisti     | Acquisti          | Acquisti |
| R.       | Nome         | da                | Modalità |
| -------- | ------------ | ----------------- | -------- |
| C        | Jan Küchling | Eintracht Treviri |          |

| Cessioni | Cessioni | Cessioni | Cessioni |
| R.       | Nome     | a        | Modalità |
| -------- | -------- | -------- | -------- |

## Risultati

### Regionalliga

#### Girone di andata
| Arbitro: | Brych |

|                            |           |                            |
| Ollhoff 37’ (rig.) Agu 78’ | Marcatori | 20’, 67’ Würll 29’ Zitouni |

| Arbitro: | Wack |

|                                   |           |  |
| Würll 10’ Kagiouzis 14’ Becht 81’ | Marcatori |  |

| Mannheim 10 agosto 2001, ore 19:30 CEST 3ª giornata | VfR Mannheim | 0 – 0 referto | Kickers Offenbach | Rhein-Neckar-Stadion (3 400 spett.)\| Arbitro: \| Sippel \| |
| Arbitro:                                            | Sippel       |               |                   |                                                             |

| Offenbach am Main 18 agosto 2001, ore 15:00 CEST 4ª giornata | Kickers Offenbach | 0 – 0 referto | Elversberg | Stadion am Bieberer Berg (8 000 spett.)\| Arbitro: \| Hofmann \| |
| Arbitro:                                                     | Hofmann           |               |            |                                                                  |

| Arbitro: | Fleischer |

|  |           |           |
|  | Marcatori | 80’ Würll |

| Offenbach am Main 2 settembre 2001, ore 18:00 CEST 6ª giornata | Kickers Offenbach | 0 – 0 referto | Eintracht Treviri | Stadion am Bieberer Berg (10 000 spett.)\| Arbitro: \| Palilla \| |
| Arbitro:                                                       | Palilla           |               |                   |                                                                   |

| Arbitro: | Berg |

|                            |           |  |
| Barletta 11’ Schindler 56’ | Marcatori |  |

| Arbitro: | Raquet |

|                   |           |  |
| Yildirim 27’, 57’ | Marcatori |  |

| Arbitro: | Maier |

|                     |           |          |
| Würll 6’ Naciri 82’ | Marcatori | 47’ Ivan |

| Erfurt 29 settembre 2001, ore 14:00 CEST 10ª giornata | Rot-Weiß Erfurt | 0 – 0 referto | Kickers Offenbach | Steigerwaldstadion (6 250 spett.)\| Arbitro: \| Greth \| |
| Arbitro:                                              | Greth           |               |                   |                                                          |

| Arbitro: | Bielmeier |

|                    |           |  |
| Fossi 3’ Würll 53’ | Marcatori |  |

| Arbitro: | Kempter |

|                                                 |           |                |
| Pflügler 53’ Feulner 56’ Heller 78’ Hofmann 80’ | Marcatori | 40’ Corrochano |

| Arbitro: | Sippel |

|          |           |                         |
| Binz 81’ | Marcatori | 52’ Mifsud 76’ Boskovic |

| Arbitro: | Stark |

|  |           |                              |
|  | Marcatori | 8’ (aut.) Hasa 69’ Schindler |

| Arbitro: | Perl |

|          |           |               |
| Binz 35’ | Marcatori | 29’ Matarazzo |

| Arbitro: | Walz |

|                                              |           |  |
| Bonimeier 17’, 47’ (rig.) Younga-Mouhani 34’ | Marcatori |  |

| Arbitro: | Edinger |

|                                        |           |             |
| Tonello 10’, 18’ Würll 66’, 85’ (rig.) | Marcatori | 2’ Cescutti |

#### Girone di ritorno
| Arbitro: | Greipl |

|                                                   |           |                       |
| Tonello 6’, 65’ Barletta 72’ Würll 89’ Naciri 90’ | Marcatori | 30’ Rogosic 68’ Menck |

| Arbitro: | Dingert |

|  |           |                |
|  | Marcatori | 29’, 85’ Würll |

| Arbitro: | Frey |

|                  |           |                     |
| Tonello 58’, 89’ | Marcatori | 10’ Fall 52’ Dzihic |

| Arbitro: | Brombacher |

|                         |           |  |
| Gibson 23’ Mansfeld 84’ | Marcatori |  |

| Arbitro: | Steinborn |

|                       |           |  |
| Würll 19’ (rig.), 77’ | Marcatori |  |

| Arbitro: | Greipl |

|             |           |  |
| Winkler 90’ | Marcatori |  |

| Arbitro: | Drees |

|                             |           |  |
| Nauroth 31’ Truckenbrod 40’ | Marcatori |  |

| Arbitro: | Raquet |

|                        |           |  |
| Barletta 72’ Würll 88’ | Marcatori |  |

| Arbitro: | Brych |

|          |           |  |
| Cast 36’ | Marcatori |  |

| Arbitro: | Kircher |

|  |           |                |
|  | Marcatori | 29’ Hebestreit |

| Arbitro: | Steinborn |

|                                 |           |  |
| Teinert 49’ Türker 53’ Koné 85’ | Marcatori |  |

| Offenbach am Main 12 aprile 2002, ore 19:30 CEST 29ª giornata | Kickers Offenbach | 0 – 0 referto | Bayern Monaco II | Stadion am Bieberer Berg (4 000 spett.)\| Arbitro: \| Fandel \| |
| Arbitro:                                                      | Fandel            |               |                  |                                                                 |

| Arbitro: | Schalk |

|            |           |                              |
| Mifsud 18’ | Marcatori | 26’ Schindler 76’, 84’ Würll |

| Arbitro: | Perl |

|              |           |  |
| Barletta 52’ | Marcatori |  |

| Arbitro: | Wack |

|                  |           |                          |
| Neticha 13’, 30’ | Marcatori | 4’ Zitouni 51’ Kagiouzis |

| Arbitro: | Pickel |

|  |           |             |
|  | Marcatori | 38’ Richter |

| Arbitro: | Frey |

|                                          |           |               |
| Müller 30’ Esslinger 47’ Kadlubowski 76’ | Marcatori | 55’ Dworschak |

## Statistiche

### Statistiche di squadra
| Competizione     | Punti | In casa | In casa | In casa | In casa | In casa | In casa | In trasferta | In trasferta | In trasferta | In trasferta | In trasferta | In trasferta | Totale | Totale | Totale | Totale | Totale | Totale | DR |
| Competizione     | Punti | G       | V       | N       | P       | Gf      | Gs      | G            | V            | N            | P            | Gf           | Gs           | G      | V      | N      | P      | Gf     | Gs     | DR |
| ---------------- | ----- | ------- | ------- | ------- | ------- | ------- | ------- | ------------ | ------------ | ------------ | ------------ | ------------ | ------------ | ------ | ------ | ------ | ------ | ------ | ------ | -- |
| Regionalliga sud | 50    | 17      | 9       | 5       | 3       | 27      | 11      | 17           | 5            | 3            | 9            | 15           | 26           | 34     | 14     | 8      | 12     | 42     | 37     | +5 |
| Totale           | 50    | 17      | 9       | 5       | 3       | 27      | 11      | 17           | 5            | 3            | 9            | 15           | 26           | 34     | 14     | 8      | 12     | 42     | 37     | +5 |

### Andamento in campionato
| Giornata  | 1 | 2 | 3 | 4 | 5 | 6 | 7 | 8 | 9 | 10 | 11 | 12 | 13 | 14 | 15 | 16 | 17 | 18 | 19 | 20 | 21 | 22 | 23 | 24 | 25 | 26 | 27 | 28 | 29 | 30 | 31 | 32 | 33 | 34 |
| --------- | - | - | - | - | - | - | - | - | - | -- | -- | -- | -- | -- | -- | -- | -- | -- | -- | -- | -- | -- | -- | -- | -- | -- | -- | -- | -- | -- | -- | -- | -- | -- |
| Luogo     | T | C | T | C | T | C | C | T | C | T  | C  | T  | C  | T  | C  | T  | C  | C  | T  | C  | T  | C  | T  | T  | C  | T  | C  | T  | C  | T  | C  | T  | C  | T  |
| Risultato | V | V | N | N | V | N | V | P | V | N  | V  | P  | P  | V  | N  | P  | V  | V  | V  | N  | P  | V  | P  | P  | V  | P  | P  | P  | N  | V  | V  | N  | P  | P  |
| Posizione | 4 | 1 | 1 | 5 | 3 | 5 | 2 | 4 | 3 | 3  | 3  | 4  | 5  | 2  | 3  | 4  | 3  | 3  | 3  | 3  | 4  | 3  | 5  | 5  | 4  | 4  | 5  | 6  | 5  | 5  | 5  | 6  | 7  | 8  |

Legenda:

Luogo: C = Casa; T = Trasferta. Risultato: V = Vittoria; N = Pareggio; P = Sconfitta.

### Statistiche dei giocatori
| M. Alderigi   | 19 | 0  | 2  | 0 |
| A. Barletta   | 32 | 4  | 0  | 1 |
| T. Becht      | 25 | 1  | 5  | 0 |
| M. Becker     | 9  | 0  | 0  | 0 |
| M. Binz       | 21 | 2  | 3  | 0 |
| M. Bodnar     | 0  | 0  | 0  | 0 |
| F. Brighache  | 6  | 0  | 0  | 0 |
| O. Corrochano | 20 | 1  | 3  | 0 |
| M. Dworschak  | 33 | 1  | 3  | 1 |
| D. Fossi      | 28 | 1  | 1  | 0 |
| N. Incesu     | 2  | 0  | 0  | 0 |
| C. Kagiouzis  | 16 | 2  | 3  | 0 |
| R. Keffel     | 6  | 0  | 0  | 0 |
| J. Küchling   | 0  | 0  | 0  | 0 |
| D. Langen     | 19 | 0  | 0  | 0 |
| F. Mager      | 0  | 0  | 0  | 0 |
| G. Maier      | 0  | 0  | 0  | 0 |
| L. Meyer      | 29 | 0  | 6  | 0 |
| S. Naciri     | 32 | 2  | 2  | 0 |
| A. Sarfo      | 3  | 0  | 0  | 0 |
| N. Saridogan  | 5  | 0  | 1  | 0 |
| T. Schindler  | 32 | 3  | 5  | 1 |
| O. Schulz     | 1  | 0  | 0  | 0 |
| O. Speth      | 10 | 0  | 3  | 0 |
| A. Stenzel    | 1  | 0  | 0  | 0 |
| C. Thier      | 29 | 0  | 1  | 1 |
| R. Tonello    | 23 | 6  | 4  | 0 |
| P. Würll      | 34 | 16 | 4  | 0 |
| M. Zitouni    | 29 | 2  | 12 | 1 |
| T. Zuch       | 0  | 0  | 0  | 0 |
| S. Šabanović  | 1  | 0  | 0  | 0 |